# Serie A 1961-1962 (pallacanestro maschile)
Il campionato di Serie A pallacanestro maschile 1961-1962, secondo livello del 40º campionato italiano è il 7° dall'ultima riforma dei campionati. Le 44 squadre della Seconda Serie sono divise in quattro gironi, nei quali si incontrano in partite di andata e ritorno; la vittoria vale due punti e la sconfitta uno. Le quattro vincitrici vengono promosse in Prima Serie, le ultime due di ogni raggruppamento scendono in Serie B, le terzultime si incontreranno in uno spareggio retrocessione in cui solo la prima si salverà.
Non viene assegnato il titolo di campione d'Italia di Serie A.
In questa stagione, diversamente dal consueto, la denominazione dei gironi era ordinata da Sud a Nord-Est.
Tre delle quattro promosse sono alla prima ascesa alla massima serie: la seconda squadra di Varese, quella di Treviso (che però aveva fatto una fugace apparizione nel 1946-47) e gli EAM Roma. Napoli mancava dalla massima serie nel 1952-53.

## Girone A

### Classifica
|  |     | Classifica finale 1961-1962 | Pt | G  | V  | P  | PtF  | PtS  |
|  | --- | --------------------------- | -- | -- | -- | -- | ---- | ---- |
|  | 1.  | Partenope Napoli Basket     | 38 | 20 | 18 | 2  | 1300 | 978  |
|  | 2.  | CUS Roma                    | 35 | 20 | 15 | 5  | 1145 | 998  |
|  | 3.  | Pallacanestro Bari          | 34 | 20 | 14 | 6  | 1249 | 1053 |
|  | 4.  | Libertas Brindisi           | 33 | 20 | 13 | 7  | 1232 | 976  |
|  | 5.  | Polisportiva Messina        | 32 | 20 | 12 | 8  | 1177 | 1047 |
|  | 6.  | Libertas Benevento          | 29 | 20 | 9  | 11 | 964  | 1113 |
|  | 7.  | Cestistica Foggia           | 29 | 20 | 9  | 11 | 1121 | 1122 |
|  | 8.  | Cestistica Palermitana      | 28 | 20 | 8  | 12 | 1105 | 1300 |
|  | 9.  | Grifone Catania             | 25 | 20 | 5  | 15 | 1040 | 1163 |
|  | 10. | Fiamma Salerno              | 25 | 20 | 5  | 15 | 940  | 1143 |
|  | 11. | Amatori Ricciardi Taranto   | 22 | 20 | 2  | 18 | 872  | 1252 |

### Risultati
| Risultati                 | BAR   | BEN   | BRI   | CAT   | FOG   | MES   | NAP   | PAL    | ROM   | SAL   | TAR   |
| ------------------------- | ----- | ----- | ----- | ----- | ----- | ----- | ----- | ------ | ----- | ----- | ----- |
| Pallacanestro Bari        |       | 75-34 | 52-48 | 68-61 | 78-30 | 62-52 | 51-50 | 79-56  | 67-68 | 73-49 | 85-58 |
| Libertas Benevento        | 66-61 |       | 42-38 | 46-30 | 48-59 | 49-44 | 42-53 | 62-49  | 38-42 | 51-34 | 60-47 |
| Libertas Brindisi         | 48-49 | 85-50 |       | 70-50 | 65-35 | 42-38 | 51-49 | 106-29 | 50-54 | 80-37 | 70-50 |
| Grifone Catania           | 38-42 | 51-52 | 60-69 |       | 66-56 | 40-53 | 44-63 | 69-64  | 54-56 | 67-40 | 64-45 |
| Cestistica Foggia         | 49-62 | 94-39 | 53-59 | 57-45 |       | 54-43 | 52-62 | 74-38  | 55-42 | 57-42 | 88-47 |
| Polisportiva Messina      | 46-43 | 80-45 | 63-57 | 56-44 | 62-33 |       | 57-62 | 71-51  | 79-76 | 69-53 | 69-35 |
| Partenope Napoli          | 83-59 | 68-48 | 55-49 | 78-46 | 68-62 | 72-60 |       | 70-40  | 67-41 | 84-43 | 79-42 |
| Cestistica Palermitana    | 50-49 | 63-53 | 68-59 | 79-80 | 72-46 | 56-51 | 65-75 |        | 53-84 | 65-43 | 74-46 |
| CUS Roma                  | 65-54 | 52-49 | 50-53 | 75-58 | 63-41 | 68-59 | 48-57 | 73-35  |       | 57-29 | 72-53 |
| Fiamma Salerno            | 59-71 | 51-43 | 56-66 | 48-33 | 65-64 | 54-67 | 55-67 | 77-50  | 0-2   |       | 62-32 |
| Amatori Ricciardi Taranto | 43-69 | 37-47 | 36-67 | 46-40 | 56-62 | 51-58 | 23-38 | 33-48  | 47-57 | 45-43 |       |

### Spareggio salvezza
| Livorno 10 giugno 1962 | Grifone Catania | 2 – 0 [rinuncia della Folgore Nocera referto] | Folgore Nocera |  |

## Girone B

### Classifica
|  |     | Classifica finale 1961-1962 | Pt | G  | V  | P  | PtF  | PtS  |
|  | --- | --------------------------- | -- | -- | -- | -- | ---- | ---- |
|  | 1.  | Ex Alunni Massimo Roma      | 37 | 20 | 17 | 3  | 1350 | 1115 |
|  | 2.  | Olimpia Cagliari            | 33 | 20 | 13 | 7  | -    | -    |
|  | 3.  | Permaflex Pistoia           | 32 | 20 | 12 | 8  | -    | -    |
|  | 4.  | MDA Roma                    | 32 | 20 | 12 | 8  | 1064 | 979  |
|  | 5.  | Montecatini                 | 31 | 20 | 11 | 9  | -    | -    |
|  | 6.  | DDM La Spezia               | 31 | 20 | 11 | 9  | -    | -    |
|  | 7.  | Esperia Cagliari            | 29 | 20 | 9  | 11 | -    | -    |
|  | 8   | Amatori Carrara             | 28 | 20 | 8  | 12 | -    | -    |
|  | 9.  | Portuale Livorno            | 27 | 20 | 7  | 13 | 1105 | 1133 |
|  | 10. | Vis Nova Basket Roma        | 25 | 20 | 5  | 15 | 1078 | 1165 |
|  | 11. | Mens Sana Siena             | 25 | 20 | 5  | 15 | -    | -    |

### Risultati
| Risultati              | Eam.Ro | O.Cag | PIS   | Mda.Ro | MON   | LAS   | CAR   | E.Cag | LIV   | Vis.Ro | SIE    |
| ---------------------- | ------ | ----- | ----- | ------ | ----- | ----- | ----- | ----- | ----- | ------ | ------ |
| Ex Alunni Massimo Roma |        | 52-62 | 68-53 | 55-53  | 91-77 | 70-63 | 62-38 | 86-64 | 75-49 | 74-59  | 74-51  |
| Olimpia Cagliari       | 60-82  |       | 72-45 | 51-59  | -     | -     | 58-51 | 61-62 | 52-49 | 55-50  | 76-37  |
| Permaflex Pistoia      | 64-71  | 57-52 |       | 42-38  | 59-57 | 79-67 | 62-44 | 93-66 | 67-52 | 75-57  | 66-41  |
| MDA Roma               | 56-51  | 42-43 | 80-72 |        | 46-48 | 56-50 | 60-44 | 66-44 | 56-47 | 55-51  | 53-32  |
| Montecatini            | 53-54  | 80-62 | -     | 39-50  |       | 50-45 | 57-50 | 73-41 | 66-52 | 52-50  | 62-40  |
| DDM La Spezia          | 69-66  | 50-54 | 58-48 | 44-43  | 69-53 |       | 59-55 | 62-51 | 51-29 | 70-55  | 104-41 |
| Amatori Carrara        | 52-62  | -     | 59-24 | 61-46  | 80-61 | 61-48 |       | 73-54 | 61-60 | 55-51  | 60-47  |
| Esperia Cagliari       | 47-64  | 61-55 | -     | 53-52  | 74-58 | -     | -     |       | 64-50 | 50-54  | 53-38  |
| Portuale Livorno       | 61-73  | 69-52 | 79-58 | 46-49  | 57-62 | 56-49 | 64-47 | 69-46 |       | 65-51  | 71-56  |
| Vis Nova Basket Roma   | 38-58  | 55-58 | 52-61 | 64-58  | 70-72 | 64-47 | 82-69 | 52-64 | 60-45 |        | 29-32  |
| Mens Sana Siena        | 46-62  | 19-44 | 50-56 | 42-46  | 62-60 | 41-49 | 46-40 | 61-56 | 38-35 | 30-34  |        |

## Girone C

### Classifica
|  |     | Classifica finale 1961-1962 | Pt | G  | V  | P  | PtF  | PtS  |
|  | --- | --------------------------- | -- | -- | -- | -- | ---- | ---- |
|  | 1.  | Prealpi Varese              | 37 | 20 | 17 | 3  | -    | -    |
|  | 2.  | Gira Bologna                | 37 | 20 | 17 | 3  | -    | -    |
|  | 3.  | All'Onestà Milano           | 36 | 20 | 16 | 4  | -    | -    |
|  | 4.  | Alcisa Bologna              | 33 | 20 | 13 | 7  | -    | -    |
|  | 5.  | Fiera Milano                | 30 | 20 | 10 | 10 | -    | -    |
|  | 6.  | Alberti Reggio Emilia       | 28 | 20 | 8  | 12 | -    | -    |
|  | 7.  | RIV Torino                  | 28 | 20 | 8  | 12 | -    | -    |
|  | 8.  | Virtus Imola                | 27 | 20 | 7  | 13 | -    | -    |
|  | 9.  | Fulvius Valenza             | 27 | 20 | 7  | 13 | -    | -    |
|  | 10. | Saiwa Genova                | 26 | 20 | 6  | 14 | 1119 | 1241 |
|  | 11. | Pirelli Milano              | 21 | 20 | 1  | 19 | -    | -    |

### Risultati
| Risultati             | VAR   | Gi.Bo | One.Mi | Al.Bo | Fie.Mi | REG   | TOR   | IMO   | VAL   | GEN   | Pir.Mi |
| --------------------- | ----- | ----- | ------ | ----- | ------ | ----- | ----- | ----- | ----- | ----- | ------ |
| Prealpi Varese        |       | 73-61 | 69-52  | 62-58 | 88-56  | 93-74 | -     | 69-47 | 79-54 | 73-58 | 94-66  |
| Gira Bologna          | 79-43 |       | -      | 88-78 | 76-44  | 87-56 | 83-45 | -     | 83-62 | 70-43 | 69-33  |
| All'Onestà Milano     | 72-60 | 51-49 |        | 62-44 | 53-43  | -     | -     | 79-54 | -     | 76-52 | 70-38  |
| Alcisa Bologna        | 67-64 | 44-61 | 55-48  |       | -      | 79-63 | 85-67 | 84-60 | -     | 79-55 | -      |
| Fiera Milano          | 46-54 | 44-51 | 42-40  | 49-57 |        | -     | 55-42 | 66-54 | 70-53 | 52-51 | -      |
| Alberti Reggio Emilia | 66-81 | 45-57 | 65-60  | -     | 58-49  |       | 78-62 | -     | -     | 49-37 | 64-58  |
| RIV Torino            | 51-54 | 53-77 | 42-51  | -     | 57-55  | -     |       | 63-58 | 65-57 | 62-59 | -      |
| Virtus Imola          | 41-44 | 40-47 | 34-39  | -     | 50-37  | 57-46 | 58-45 |       | 62-50 | 55-46 | -      |
| Fulvius Valenza       | -     | 42-40 | -      | 52-48 | -      | -     | 62-60 | 40-31 |       | 55-54 | -      |
| Saiwa Genova          | 64-75 | 55-71 | 46-48  | 75-71 | 51-59  | 79-68 | 53-63 | 60-58 | 63-39 |       | 79-53  |
| Pirelli Milano        | -     | -     | 52-74  | 53-54 | 61-74  | 42-73 | 56-60 | -     | 67-50 | 39-65 |        |

## Girone D

### Classifica
|  |     | Classifica finale 1961-1962 | Pt | G  | V  | P  | PtF  | PtS  |
|  | --- | --------------------------- | -- | -- | -- | -- | ---- | ---- |
|  | 1.  | CSI Treviso                 | 36 | 20 | 16 | 4  | 1199 | 973  |
|  | 2.  | Reyer Venezia               | 35 | 20 | 15 | 5  | 1304 | 1084 |
|  | 3.  | Udinese                     | 34 | 20 | 14 | 6  | 1192 | 1061 |
|  | 4.  | Philco Trieste              | 33 | 20 | 13 | 7  | 1318 | 1058 |
|  | 5.  | SAFOG Gorizia               | 32 | 20 | 12 | 8  | 1288 | 1228 |
|  | 6.  | Stamura Basket Ancona       | 30 | 20 | 10 | 10 | 1050 | 1111 |
|  | 7.  | Don Bosco Trieste           | 28 | 20 | 8  | 12 | 1267 | 1292 |
|  | 8.  | Fides Roseto                | 27 | 20 | 7  | 13 | 1167 | 1213 |
|  | 9.  | Soja Ravenna                | 26 | 20 | 6  | 14 | 1109 | 1307 |
|  | 10. | US Campli                   | 26 | 20 | 6  | 14 | 1025 | 1303 |
|  | 11. | D'Alessandro Teramo         | 23 | 20 | 3  | 17 | 1068 | 1357 |

### Risultati
| Risultati             | TRE   | VEN   | UDI   | Gin.Ts | GOR   | ANC   | DB.Ts  | ROS   | RAV   | CAM    | TER   |
| --------------------- | ----- | ----- | ----- | ------ | ----- | ----- | ------ | ----- | ----- | ------ | ----- |
| CSI Treviso           |       | 61-55 | 67-59 | 64-54  | 47-45 | 63-38 | 77-48  | 75-49 | 70-48 | 87-37  | 76-40 |
| Reyer Venezia         | 64-51 |       | 74-55 | 51-49  | 66-67 | 59-46 | 78-59  | 73-57 | 92-54 | 77-43  | 82-42 |
| Udinese               | 49-42 | 53-50 |       | 58-50  | 56-43 | 55-50 | 59-48  | 49-45 | 52-45 | 81-49  | 96-48 |
| Philco Trieste        | 59-62 | 59-42 | 66-63 |        | 97-50 | 66-38 | 80-48  | 76-52 | 78-56 | 92-48  | 82-50 |
| SAFOG Gorizia         | 47-46 | 57-71 | 62-66 | 88-79  |       | 79-45 | 72-68  | 77-63 | 85-40 | 106-61 | 67-58 |
| Stamura Basket Ancona | 39-49 | 41-40 | 51-48 | 55-48  | 63-55 |       | 67-54  | 92-74 | 68-49 | 41-39  | 59-43 |
| Don Bosco Trieste     | 44-37 | 55-59 | 56-61 | 50-51  | 77-66 | 65-61 |        | 87-65 | 72-52 | 87-53  | 99-66 |
| Fides Roseto          | 44-48 | 60-61 | 58-55 | 31-50  | 76-37 | 44-34 | 102-64 |       | 67-44 | 77-58  | 52-39 |
| Soja Ravenna          | 45-62 | 54-67 | 55-61 | 64-61  | 41-55 | 80-61 | 61-57  | 71-70 |       | 82-71  | 77-48 |
| US Campli             | 50-56 | 49-62 | 53-49 | 41-53  | 49-60 | 55-51 | 57-54  | 55-40 | 53-40 |        | 57-55 |
| D'Alessandro Teramo   | 59-60 | 72-81 | 49-67 | 47-68  | 59-68 | 46-50 | 69-75  | 68-41 | 57-51 | 53-47  |       |

## Spareggi salvezza

### Spareggio salvezza
| Roma 15 giugno 1962 | Portuali Livorno         | 73 – 51 | Grifone Catania | \| Arbitro: \| Di Galante e Castagnola. \| |
| Arbitro:            | Di Galante e Castagnola. |         |                 |                                            |

| Roma 16 giugno 1962 | Soja Ravenna          | 57 – 42 | Grifone Catania | \| Arbitro: \| Colussi e Di Galante. \| |
| Arbitro:            | Colussi e Di Galante. |         |                 |                                         |

| Roma 16 giugno 1962 | Soja Ravenna | 67 – 50 | Portuali Livorno |  |

- La Soja Ravenna resta in Serie A, mentre Portuali Livorno e Grifone Catania retrocedono in Serie B insieme alla Fulvius Valenza che aveva rinunciato allo spareggio.

## Fonti
- La Gazzetta del Sud edizione 1961-1962
- Il Corriere dello Sport edizione 1961-62
- La Gazzetta del Mezzogiorno edizione 1961-62
- La Gazzetta dello Sport edizione 1961-62